# Фурмановское городское поселение
Фу́рмановское городско́е поселе́ние — муниципальное образование в составе Фурмановского района Ивановской области. 
Административный центр — город Фурманов.

## История
Фурмановское городское поселение образовано 25 февраля 2005 года в соответствии с Законом Ивановской области № 51-ОЗ. 

## Население
| 2002    | 2010    | 2011    | 2012    | 2013    | 2014    | 2015    |
| ------- | ------- | ------- | ------- | ------- | ------- | ------- |
| 40 874  | ↘36 144 | ↘36 067 | ↘35 699 | ↘35 461 | ↘35 367 | ↘35 061 |
| 2016    | 2017    | 2018    | 2019    | 2020    | 2021    |         |
| ↘34 697 | ↘34 309 | ↘33 905 | ↘33 364 | ↘33 181 | ↘29 715 |         |

## Состав городского поселения
| № | Населённый пункт | Тип населённого пункта        | Население |
| - | ---------------- | ----------------------------- | --------- |
| 1 | Фурманов         | город, административный центр | ↘29 715   |